# نت ۶۴۰۷۰
سیارک ۶۴۰۷۰ (به انگلیسی: 64070 NEAT، نامگذاری:2001SS272) شصت و چهار هزار و هفتادمین سیارک کشف شده‌است که در ۲۴ سپتامبر ۲۰۰۱ کشف شد.